# Procès de 1707
Le Procès de 1707 est un exemple de conflit de succession au sein des aristocraties européennes de l'Ancien Régime. Il est induit par le décès de Marie de Nemours et met aux prises un certain nombre de prétendants à la possession du comté de Neuchâtel. Les aspects le plus intéressants de cette querelle sont :
- le rôle d'arbitre joué par le tribunal des Trois-États ;
- la profusion des imprimés à laquelle il donne lieu.

Finalement, c'est la Maison des Hohenzollern qui en sort gagnante.

## Le tribunal des Trois-États en 1707

### Premier état (noblesse)
- Louis Guy, conseiller d'État, maire de Rochefort[1];
- Jean-Jacques Sandoz, conseiller d'État, ancien commissaire-général, remplacé par Nicolas Tribolet à partir de la vingt-deuxième séance du tribunal[1];
- Nicolas Tribolet, conseiller d'État, inspecteur général des milices, remplace Jean-Jacques Sandoz à partir de la vingt-deuxième séance du tribunal[1];
- Samuel Chambrier, conseiller d'État, chancelier[1];
- Samuel de Marval, conseiller d'État, ancien maire de Neuchâtel[1].

### Deuxième état (officers et châtelains)
- Jonas Hory, conseiller d'État, châtelain de Boudry[1];
- Simon Chevalier, conseiller d'État, châtelain de Thielle[1];
- François Chambrier (1663-1730), conseiller d'État, maire de Neuchâtel[2];
- François Peroset, lieutenant et receveur du Landeron[1].

### Tiers état (bourgeoisie)
- David Bullot, maître-bourgeois de la Ville et Bourgeoisie de Neuchâtel[1];
- Frédéric Chambrier, lieutenant de ville, maître-bourgeois de la Ville et Bourgeoisie de Neuchâtel[1];
- Henri Petitpierre, maître-bourgeois de la Ville et Bourgeoisie de Neuchâtel[1];
- Jean-Henri de Pierre, maître-bourgeois de la Ville et Bourgeoisie de Neuchâtel[1].

## Les prétendants écartés
- Guillaume-Hyacinthe de Nassau-Siegen, en qualité d'héritier de la maison de Chalon[3];
- Julianne-Catherine d'Amont, en qualité d'héritière de la maison de Chalon par Maria Belgia de Portugal[3];
- Beat-Albert-Ignace, baron de Montjoie, en qualité de descendant direct des deux maisons de Neuchâtel et Valangin[3];
- Frédéric VII Magnus de Bade-Durlach, magrave de Baden-Dourlach, en qualité d'héritier de Philippe de Hochberg[3];
- le comte Frobenius-Ferdinand de Fürstemberg, en qualité d'héritier des comtes de Fribourg[3].

## Les prétendants retenus
- François-Louis de Bourbon, prince de Conti, en qualité d'héritier testamentaire de l'abbé d'Orléans[4];
- Frédéric Ier de Hohenzollern, roi en Prusse, en qualité de maison suzeraine de Chalon[4];
- Emmanuel-Philibert-Amédée de Savoie, prince de Carignan, en qualité d'héritier ab intestat de Marie de Nemours[4];
- Léopold-Eberhard, duc de Würtemberg-Montbéliard, en qualité d'héritier de la maison suzeraine de Chalon[4];
- Paule-Françoise de Gondy, duchesse de Retz et de Lesdiguières, en qualité d'héritière ab intestat de Marie de Nemours[4];
- Jacques (IV) de Goyon, comte de Matignon, en qualité d'héritière ab intestat de Marie de Nemours[4];
- Angélique-Cunéguonde de Montmorency de Luxembourg, douairière de Louis-Henri de Bourdon-Soissons, donataire entre vifs du comté par Marie de Nemours[4];
- Jeanne de Mouchy, marquise de Mailly de Nesle, en qualité d'héritière de la maison suzeraine de Chalon[4];
- Yves d’Allègre, marquis d'Allègre, en qualité d'héritier de la maison suzeraine de Chalon[4].